# ولادیمیر هاروتیونیان (اقتصاددان)
ولادیمیر لیباریدی هاروتیونیان (ارمنی: Վլադիմիր Լիպարիտի Հարությունյան؛ زادهٔ ۲۱ مهٔ ۱۹۵۷) استاد دانشگاه و اقتصاددان اهل ارمنستان است.

## زندگی‌نامه
وی در ۲۱ مه ۱۹۵۷ در کارینج، شهرستان تومانیان به دنیا آمد و از دانشگاه دولتی ایروان فارغ‌التحصیل گشت. وی عضو فرهنگستان ملی علوم ارمنستان بود. وی برنده جوایزی همچون مدال موسس خورناتسی است.